# Paris 92

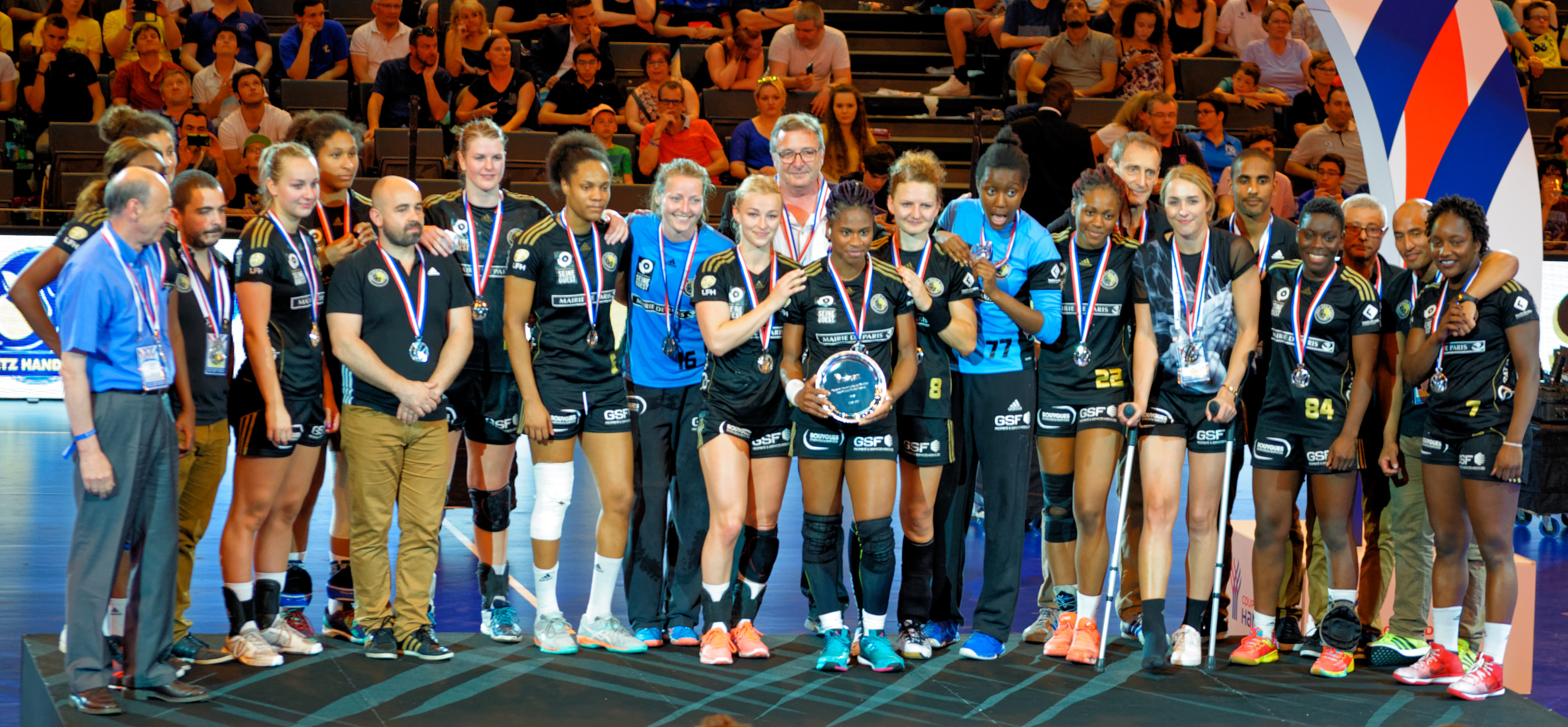
Spelartruppen efter silvret i Franska cupen 2017.

Paris 92 är en fransk damhandbollsklubb baserad i Issy-les-Moulineaux (förort till Paris) i departementet Hauts-de-Seine, som sedan säsongen 2010/2011 spelar i LNH Division 1. Efter att ha varit föreningen Stade Français damhandbollssektion fram till 1999 bröt sig laget ur och bildade den självständiga damhandbollsklubben under namnet Issy-les-Moulineaux Handball. År 2009 bytte klubben namn till Issy Paris Hand genom ett samarbete med staden Paris. Sommaren 2018 bytte klubben till dess nuvarande namn Paris 92, i samarbete med departementet Hauts-de-Seine.
Klubben spelar de flesta av sitt hemmamatcher i Palais des Sports Robert-Charpentier, som rymmer upp till 1 700 åskådare, men spelar också vissa matcher i Stade Pierre de Coubertin, som rymmer upp till 4 016 åskådare.

## Spelare i urval
- Lois Abbingh (2016–2018)
- Siraba Dembélé (2008–2009)
- Audrey Deroin (2004–2009)
- Sophie Herbrecht (2006–2009)
- Marija Jovanović (2014–2016)
- Stine Bredal Oftedal (2013–2017)
- Mayssa Pessoa (2011–2012)
- Krisztina Pigniczki (2008–2011)
- Allison Pineau (2006–2009)
- Mariama Signaté (2011–2014)
- Angélique Spincer (2006–2015)
- Frida Tegstedt (2016–2017)